# Clause potestative
La clause potestative est une clause juridique qui prévoit une condition contractuelle dont la réalisation dépend de la volonté d'une seule des parties.

## Clause potestative par pays

### France
En France, la clause potestative est celle qui prévoit une condition dont la réalisation dépend de la seule volonté du débiteur au sens de l'article 1304-2 du code civil. Une telle clause rend nulle l'obligation sur laquelle elle repose, à moins qu'elle n'ait été exécutée en connaissance de cause.

#### Absence de mention du mot potestatif
Le Code civil mentionnait le caractère potestatif de la condition dans son ancien article 1174, mais la réforme de 2016 effaça cette notion pour la substituer par sa définition.

### Québec
En droit québécois, le terme utilisé est condition purement potestative.  L'article 1500 du Code civil du Québec interdit les clauses purement potestatives et frappe celles-ci de nullité. A contrario, une condition simplement potestative combinant la volonté du débiteur et celle d'une autre personne ou la survenance d'un événement ne serait pas sanctionnée de nullité.